# Aedes dupreei
Aedes dupreei é um espécie de mosquito do género Aedes, pertencente à família Culicidae.